# Part of the game
Part of the game is het vijfde studioalbum van Pablo Cruise uit Californië.
Het werd opgenomen in diverse geluidsstudio's in die staat: Studio 55, Cherokee Studios, Redwing Sound en Sunset Sound in Los Angeles en Record Plant Studios in Sausalito. Na twee hitalbums zette met Part of the game de teloorgang in. De band speelde softrock met daarin verwekt invloeden van de disco.
Het album haalde “slechts” zeventien weken de Billboard 200, en kwam “niet verder” dan plaats 39. Nederland en België lieten ook dit album links liggen. Dagblad Trouw omschreef het in 1979 als
"muziek passend bij de in bioscoopreclamesfilmpjes geëtaleerde leeghoofdigheid van al die snelle jongelieden, voor wie het leven begint en eindigt met een zonovergoten terras etc."

## Musici
- David Jenkins – zang, gitaren
- Steve Price - drumstel, percussie
- Bruce Day – basgitaar, zang
- Cory Lerios – toetsinstrumenten, zang

Met medewerking van 
- Steve Porcaro, Michael Boddicker, David Paich – synthesizers en programmeerwerk
- Mike Porcaro - basgitaar
- Gene Meros – saxofoon (Givin’ it away)
- Victor Feldman - percussie

## Muziek
| Nr. | Titel                                                 | Duur |
| --- | ----------------------------------------------------- | ---- |
| 1.  | Part of the game (Jenkins, Lerios, Day, Allee Willis) | 3:44 |
| 2.  | I want you tonight (Jenkins, Lerios, Willis)          | 5:31 |
| 3.  | When love is at your door (Jenkins, Lerios, Willis)   | 4:31 |
| 4.  | Givin’ it away (Jenkins, Lerios, Willis)              | 5:18 |

| Nr. | Titel                                                   | Duur |
| --- | ------------------------------------------------------- | ---- |
| 1.  | Tell me that you love me (Jenkins, Lerios, Willis)      | 4:54 |
| 2.  | Lonely nights (Jenkins, Lerios, Willis)                 | 5:23 |
| 3.  | How many tears? (Jenkins, Lerios, Willis, David Lasley) | 6:15 |
| 4.  | For another town (Lerios, Willis)                       | 4:28 |

Allee Willis was ten tijde van dit album songwriter voor A&M Records.